# Que du bonheur
Que du bonheur – francuski serial komediowy, który swoją premierę miał 7 stycznia 2008 roku na francuskim kanale TF1. Po raz ostatni serial został wyemitowany 25 czerwca 2008 roku. Na podstawie serialu powstał polski serial pt. Ja to mam szczęście!.

## Obsada

### Główni
- Oriane Bonduel jako Valérie
- Arnaud Viard jako Jean-François
- Charles Templon jako Julien
- Rebecca Faura jako Elsa
- Isaure de Grandcourt jako Zoé

### Pozostali
- Nathalie Krebs jako Catherine
- Benjamin Alazarki jako Stéphane
- Stéphane Joly jako Benoit
- Anne Sophie Girard jako Sophie
- Sophie Mounicot jako Nicole